# Antera

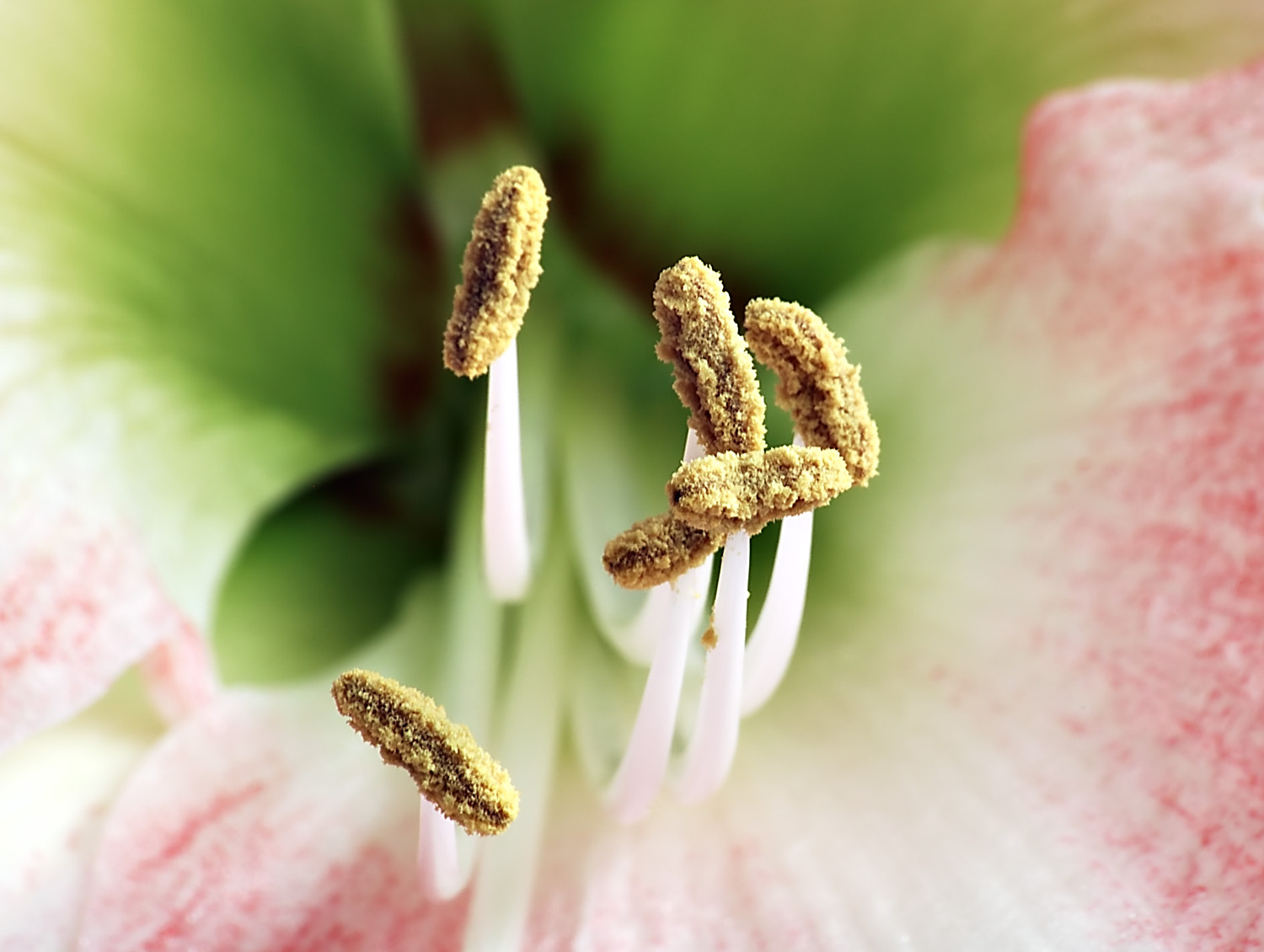
Flor de Hippeastrum, donde se distinguen claramente las anteras al final de cada estambre.

En las plantas angiospermas, la antera, del griego anteros = 'florecido', aludiendo a que la presencia visible de las anteras señala el punto álgido de la antesis (floración), es la parte terminal del estambre de una flor. Es una estructura homóloga a los microesporangio en otros clados y está encargada de la producción del polen. 
Cada estambre suele fundamentarse en un piececillo llamado filamento y una antera, sujeta lateralmente al extremo del filamento. Se dice de las anteras que son extrorsas si el filamento se une a la antera por su cara externa (la más alejada del eje floral), y se las llama introrsas en el caso contrario, menos frecuente.
La antera típica de las angiospermas suele constar de dos partes distinguibles, contiguas, llamadas tecas, unidas por una zona llamada conectivo, que es también por donde la antera se une al filamento. Si se corta la antera perpendicularmente a su eje, se observa que cada antera contiene uno o dos sacos polínicos que se extienden en toda su longitud.
La antera es una estructura dehiscente, es decir, que se rompe espontáneamente para dejar visible su contenido, el polen. Cada saco polínico se abrirá en general por una dehiscencia (corte) longitudinal por donde saldrá el polen.
El estambre es una hoja transformada para la producción de esporas masculinas (microsporas) que son los granos de polen. Los sacos polínicos son los microsporangios.

## Anatomía

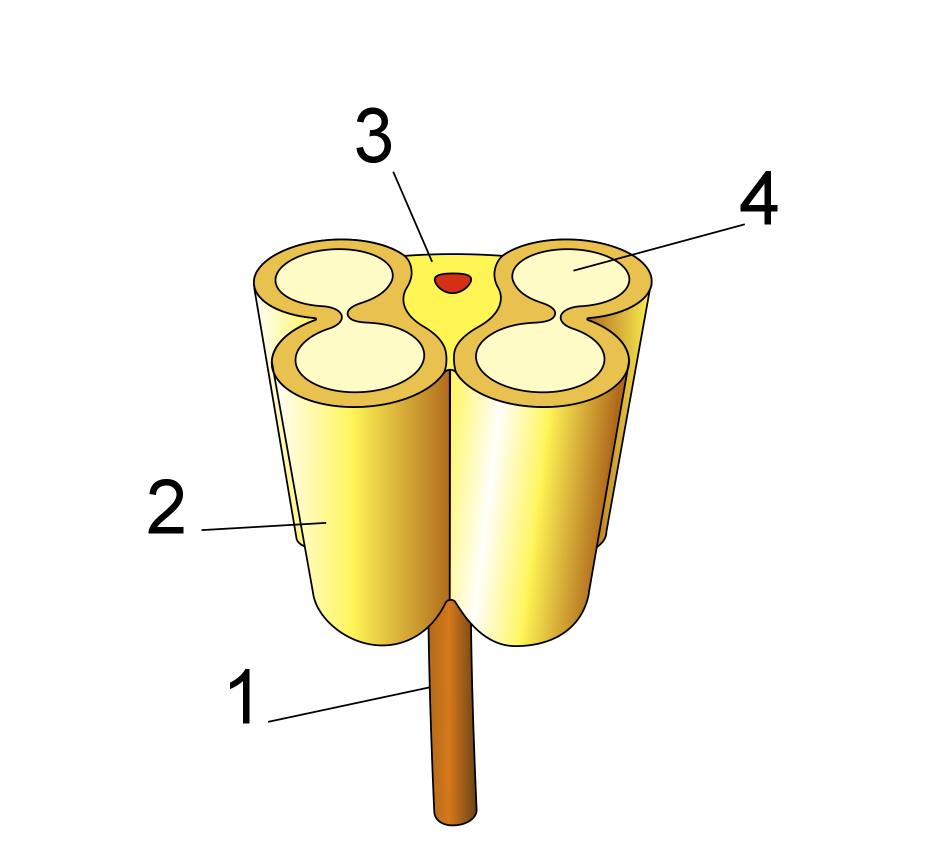
Diagrama de una antera en sección transversal. 1: Filamento; 2: Teca; 3: Conectivo (los vasos conductores en rojo); 4: Saco polínico (también llamado esporangio).

En un corte transversal de antera joven, se observan desde afuera hacia adentro las siguientes capas:
1. Epidermis o exotecio, delgada y continua. A veces puede romperse o colapsarse o interrumpirse.
2. Tejido mecánico o endotecio, capa fibrosa sobre los bordes externos de los sacos polínicos. A veces se continúa en el conectivo.
3. 2 a 4 estratos o capas parietales de células parenquimáticas, que pronto desaparecen aplastadas, o degeneran rápido.
4. Tapete o tejido nutricio.
5. Tejido esporógeno o arquesporio, constituye cada saco polínico. Las células del tejido esporógeno forman por divisiones mitóticas las células madres del polen o microsporocitos, células bastante grandes, con núcleo voluminoso.

## Dehiscencia
La dehiscencia se produce gracias al endotecio. Sus células presentan paredes desigualmente engrosadas, con filetes lignificados más anchos hacia la cara interna de la célula, donde se unen entre sí; en cambio se adelgazan hacia la cara externa. Por esta razón, al producirse la deshidratación de las células, éstas se acortan tangencialmente, originando tensiones que conducen a la apertura de la antera.
La dehiscencia es la última función de la antera, lo que provoca la liberación de los granos de polen. Este proceso está exactamente coordinado con la diferenciación del polen, el desarrollo floral y su apertura.
La pared de la antera se raja longitudinalmente, produciendo como una indentación entre los lóculos de cada teca.
El stomium es la región de la antera donde ocurre la dehiscencia. La degeneración necróptica de las células del stomium y del septum forma parte del ciclo programado de desarrollo y muerte celular. La expansión de las capas de endoteciales y la lignificación de las paredes celulares endoteciales son imprescindibles para la dehiscencia.
Según la forma de apertura de la antera se puede clasificar como:
- Dehiscencia longitudinal: Cuando la antera se abre longitudinalmente, es decir de arriba hacia abajo, o viceversa.
- Dehiscencia transversal: Cuando la antera se abre transversalmente.

Dehiscencia apical: aquella en la cual se abre un poro apical a través del cual sale el polen.
De acuerdo a la dirección en la que los filamentos realizan el proceso de dehiscencia, puede ser:
- Dehiscencia introsa: Aquella que ocurre hacia el centro de la flor, esto facilita la autopolinización.
- Dehiscencia extrorsa: aquella que ocurre hacia fuera de la flor, lo que obliga en gran medida a la polinización cruzada.